# Henric al III-lea de Bavaria
Henric al III-lea, supranumit cel Tânăr (n. 940 d.Hr., Bavaria, Germania – d. 5 octombrie 989 d.Hr.) a fost primul duce al Carintiei din 976 până în 978, apoi duce al Bavariei între 983 și 985, și ulterior din nou duce al Carintiei din 985 până la moarte.

## Biografie
Henric a fost membru al familiei ducale a Luitpoldingilor din Bavaria, care erau susținători locali ai dinastiei regale a Ottonienilor originare din Saxonia. El a fost singurul fiu care i-a supraviețuit tatălui său, ducele Berthold de Bavaria. Totuși, deoarece era minor la moartea tatălui său în 947, regele romano-german Otto I cel Mare a acordat ducatul bavarez propriului său frate, Henric I. Dat fiind că acesta din urmă s-a căsătorit în jur de 937 cu Iudita, fiica fostului duce Arnulf cel Rău, unchiul lui Henric cel Tânăr, acesta avea dreptul să revendice titlul ducal.
După ce a îndeplinit vârsta legală, Henric cel Tânăr a așteptat cu răbdare, deși părea că Bavaria era definitiv pierdută pentru Luitpoldingi. Când Henric I a murit în 955, el a succedat de fiul său de patru ani, Henric al II-lea cel Certăreț. Imediat după moartea împăratului Otto I din 973, situația a început să se schimbe: ottonianul Henric al II-lea nefiind mulțumit doar cu stăpânirea Bavariei, a ridicat pretenții și asupra Ducatului de Suabia după moartea cumnatului său, ducele Burchard al III-lea de Suabia, profitând de dificultățile noului împărat, vărul său Otto al II-lea, de a se impune la domnie. Cererile sale au fost respinse, iar împăratul a acordat Suabia nepotului său de frate, Otto I.
În următoarea revoltă din cadrul Dinastiei Ottonienilor, Otto al II-lea în 976 a pornit împotriva orașului Regensburg unde ducele Henric cel Certăreț a fost destituit. Ca urmare, Henric cel Tânăr a obținut unele compensații, în condițiile în care împăratul a separat teritoriile Carintiei și Bavariei, iar noul creat Ducat de Carintia acordat lui Henric cel Tânăr, cuprindea fosta Marcă de Carintia și Marca de Verona. Ducatul de Bavaria a revenit lui Otto I de Suabia, iar Leopold I de Babenberg a fost învestit cu Marca de Austria.
Totuși, în 978 Henric cel Tânăr a fost surghiunit, probabil din cauză că se raliase cauzei rebeliunii împotriva împăratului în cadrul Războiului celor Trei Henrici, instigat de către predecesorul său, Henric cel Certăreț și de episcopul Henric I de Augsburg. Alături de forțele ducelui Boleslav al II-lea de Boemia, răsculații au ocupat orașul bavarez Passau, însă au fost înfrânți de către trupele imperiale. La întrunirea de Paște de la Magdeburg, Otto al II-lea l-a destituit pe Henric cel Tânăr și a conferit Ducatul de Carintia nepotului său din Dinastia Saliană, Otto de Worms, sub numele de Otto I. Din acel moment, toate ducatele din sudul Sfântului Imperiu Roman — Suabia, Bavaria și Carintia — au trecut în mâinile rudelor împăratului.
Slăbit de pe urma înfrângerii suferite în 982 în fața Kalbizilor din Sicilia în Bătălia de la Stilo și confruntat cu moartea ducelui Otto I de Suabia și Bavaria, împăratul Otto al II-lea l-a rechemat din exil pe Henric în 983, învestindu-l din nou cu Ducatul de Bavaria în dieta de la Verona. Cu toate acestea, domnia i-a fost contestată de către Henric cel Certăreț și abia după moartea împăratului din același an, împărăteasa văduvă Theofanu, în numele succcesiunii fiului ei minor, Otto al III-lea, s-a reconciliat în cele din urmă cu Henric în 985. Henric al III-lea a fost nevoit să renunțe la Ducatul de Bavaria în favoarea lui Henric cel Certăreț și încă o dată a primit Carintia la schimb, pe care Otto de Worms a fost nevoit să o cedeze.
În 989, cînd a murit fără a avea moștenitori direcți, Henric al III-lea era ultimul descendent pe linie masculină al familiei Luitpoldingilor. El a fost succedat în Carintia și Marca de Verona de același Henric cel Certăreț care a reușit astfel să unească încă o dată teritoriile ducatelor Bavaria și Carintia. Henric al III-lea a fost înmormântat în Abația benedictină din Niederaltaich.